# Bolívia nos Jogos Olímpicos de Verão de 2012
A Bolívia participou dos Jogos Olímpicos de Verão de 2012, disputados entres os  27 de julho e 12 de agosto de 2012, na cidade de Londres, na Inglaterra.

## Desempenho

### Atletismo
Masculino
| Atleta            | Evento | Preliminar | Preliminar | Quartos-de-final | Quartos-de-final | Meias-finais | Meias-finais | Final       | Final       |
| Atleta            | Evento | Marca      | Posição    | Marca            | Posição          | Marca        | Posição      | Marca       | Posição     |
| ----------------- | ------ | ---------- | ---------- | ---------------- | ---------------- | ------------ | ------------ | ----------- | ----------- |
| Artur Bruno Rojas | 100 m  | 10s62 Q    | 1º/bat. 1  | 10s65            | 8º/bat. 3        | Não avançou  | Não avançou  | Não avançou | Não avançou |

### Natação
Masculino
| Atletas           | Evento      | Eliminatórias | Eliminatórias | Semifinal   | Semifinal   | Final       | Final       |
| Atletas           | Evento      | Tempo         | Posição       | Tempo       | Posição     | Tempo       | Posição     |
| ----------------- | ----------- | ------------- | ------------- | ----------- | ----------- | ----------- | ----------- |
| Andrew Rutherfurd | 100 m livre | 52s57         | 41º           | Não avançou | Não avançou | Não avançou | Não avançou |

Feminino
| Atletas      | Evento      | Eliminatórias | Eliminatórias | Semifinal   | Semifinal   | Final       | Final       |
| Atletas      | Evento      | Tempo         | Posição       | Tempo       | Posição     | Tempo       | Posição     |
| ------------ | ----------- | ------------- | ------------- | ----------- | ----------- | ----------- | ----------- |
| Karen Torrez | 100 m livre | 57s78         | 37º           | Não avançou | Não avançou | Não avançou | Não avançou |

### Tiro
Masculino
| Atleta            | Evento         | Qualificação | Qualificação | Final       | Final       | Posição |
| Atleta            | Evento         | Placar       | Posição      | Placar      | Total       | Posição |
| ----------------- | -------------- | ------------ | ------------ | ----------- | ----------- | ------- |
| Juan Carlos Pérez | Fossa olímpica | 110          | 31º          | Não avançou | Não avançou | 31º     |